# Тамара Арсова
Тамара Арсова (на македонска литературна норма: Тамара Арсова) е журналистка, публицистка и преводачка от Социалистическа република Македония.

## Биография
Родена е на 9 април 1933 година в Крагуевац, тогава в Кралство Югославия. От 1961 до 1990 година работи в Македонското радио. Била е редактор на „Радиоучилище“ и на Редакцията за общообразователни емисии: „Деновиве пред години“, „Радионуниверзитет“, „Светлини на минатото“, „Видеци“ и други. Авторка е на публицистични книги.